# Александар Радуновић (бициклиста)
Александар Радуновић (16. април 1995) црногорски је бициклиста који тренутно вози за Динамо Загреб. Освојио је три пута првенство Црне Горе у друмској вожњи, као и два пута вожњи на хронометар, гдје је два пута завршио на другом мјесту.